# Gerhard Wendzinski
Gerhard Wendzinski (* 31. Mai 1935 in Dortmund) ist ein deutscher Politiker und ehemaliger Landtagsabgeordneter (SPD).

## Leben und Beruf
Nach dem Besuch der Volksschule erlernte er das Elektroinstallateurhandwerk und war in den Jahren 1953 bis 1961 als Elektriker tätig. Nach der Erlangung der Fachhochschulreife im zweiten Bildungsweg studierte er an der Staatlichen Ingenieurschule für Maschinenwesen in Iserlohn mit dem Abschluss Ingenieur (grad.) und war bis 1978 als Physik-Ingenieur in der Eisen- und Stahlindustrie beschäftigt.
Mitglied der SPD ist Wendzinski seit 1955. Er ist in zahlreichen Parteigremien aktiv, so z. B. als Mitglied des Landesvorstandes der SPD von 1979 bis 1989. Seit 1953 ist er Mitglied der IG Metall.
Wendzinskis Ehefrau Marianne war in den Jahren 1989 bis 2009 erste Bürgermeisterin von Dortmund.
Im Oktober 2017 wurde bekannt, dass Wendzinski sich aus dem letzten seiner vormals vielfältigen Ehrenämter zurückzieht.

## Abgeordneter
Dem Stadtrat der Stadt Dortmund gehörte er von 1964 bis 1970 an. In den Jahren 1967 bis 1970 war er Mitglied der Landschaftsversammlung des Landschaftsverbandes Westfalen-Lippe.
Vom 26. Juli 1970 bis zum 31. Mai 1995 war Wendzinski Mitglied des Landtags des Landes Nordrhein-Westfalen. Er wurde jeweils in den Wahlkreisen 113 Dortmund V bzw. 132 Dortmund III direkt gewählt.

## Ehrungen
Wendzinski wurde am 30. Mai 2003 mit dem Verdienstorden des Landes Nordrhein-Westfalen ausgezeichnet.